# ジョアンネル・チャベス
ジョアンネル・スターリン・チャベス・キンテロ（スペイン語: Jhoanner Stalin Chávez Quintero、2002年4月25日 - ）は、エクアドルのサッカー選手。リーグ・アン・RCランス所属。エクアドル代表。ポジションはDF。

## クラブ歴
インデペンディエンテ・デル・バジェの下部組織出身で、2019年にコパ・エクアドルでトップチーム初出場を記録した。翌年にセリエAでも初出場を記録した。
2023年1月7日、カンピオナート・ブラジレイロ・セリエAに昇格したECバイーアに5年契約で完全移籍した。
2024年1月9日、リーグ・アンのRCランスへ2023-24シーズン終了時までのレンタルという形で移籍した。

## 代表歴
年代別代表では2019 FIFA U-17ワールドカップに出場した。
A代表では2022年11月12日、2022 FIFAワールドカップ直前に行われたイラク代表との親善試合で後半からフェリックス・トーレスに代わって投入されて初出場を記録したが、本大会のメンバー入りはならなかった。